# Jake Thomas
Jake Thomas (Knoxville, 30 gennaio 1990) è un attore statunitense.
È noto per aver interpretato Matt McGuire nella serie TV Lizzie McGuire.

## Biografia
Ha interpretato il ruolo del giovane Hugh Hefner nel film televisivo Hefner: Unauthorized ed è stato guest star in molti show come 3rd Rock from the Sun. È diventato famoso inoltre per il ruolo di Eric Miller in Senza traccia. Ha partecipato anche a Cory alla Casa Bianca.
Attualmente Jake vive a Knoxville, Tennessee, e frequenta la Farragut High School. Ha inoltre realizzato un album, venduto con l'etichetta Big Stick Music.

## Filmografia

### Cinema
- The Cell - La cellula (The Cell), regia di Tarsem Singh (2000)
- If Tomorrow Comes, regia di Gerrit Steenhagen (2000)
- A.I. - Intelligenza artificiale (A.I. Artificial Intelligence), regia di Steven Spielberg (2001)
- Lizzie McGuire - Da liceale a popstar (The Lizzie McGuire Movie), regia di Jim Fall (2003)
- Dinocroc, regia di Kevin O'Neill (2004)
- Soccer Dog: European Cup, regia di Sandy Tung (2004)
- Monster Night, regia di Leslie Allen e Lorenzo Doumani (2006) Uscito in home video
- The Assignment, regia di Timothy J. Nelson (2010)
- The Unwilling, regia di Jonathan Heap (2016)
- What Happened Last Night, regia di Candice T. Cain (2016)
- Baja, regia di Tony Vidal (2018)

### Televisione
- Una famiglia del terzo tipo (3rd Rock from the Sun) - serie TV, 1 episodio (1999)
- Il tocco di un angelo (Touched by an Angel) - serie TV, 1 episodio (1999)
- Hefner: Unauthorized, regia di Peter Werner - film TV (1999)
- Lizzie McGuire - serie TV, 65 episodi (2001-2004)
- Body & Soul - serie TV, 1 episodio (2002)
- Sixteen to Life, regia di Jeff Melman - film TV (2003)
- National Lampoon's - Vacanze di Natale (Christmas Vacation 2: Cousin Eddie's Island Adventure), regia di Nick Marck - film TV (2003)
- Senza traccia (Without a Trace) - serie TV, 1 episodio (2004)
- Center of the Universe - serie TV, 1 episodio (2005)
- Cory alla Casa Bianca (Cory in the House) - serie TV, 8 episodi (2007-2008)
- Giustizia a Oak Hill (Aces N' Eights), regia di Craig R. Baxley - film TV (2008)
- E.R. - Medici in prima linea (ER) - serie TV, 1 episodio (2008)
- Cold Case - Delitti irrisolti (Cold Case) – serie TV, 1 episodio (2008)
- Lie to Me - serie TV, 1 episodio (2009)
- Eleventh Hour - serie TV, 1 episodio (2009)
- Dr. House - Medical Division (House M.D.) - serie TV, 1 episodio (2009)
- Trust Me - serie TV, 1 episodio (2009)
- CSI: Miami - serie TV, 1 episodio (2009)
- Le regole dell'amore (Rules of Engagement) - serie TV, 1 episodio (2009)
- Ghost Whisperer - Presenze (Ghost Whisperer) - serie TV, 1 episodio (2009)
- Ossessione pericolosa (Locked Away), regia di Doug Campbell – film TV (2010)
- The Whole Truth - serie TV, 1 episodio (2010)
- Criminal Minds - serie TV, episodio 6x07 (2010)
- La vita segreta di una teenager americana (The Secret Life of the American Teenager) - serie TV, 1 episodio (2011)
- Betrayed at 17, regia di Doug Campbell - film TV (2011)
- NCIS - Unità anticrimine (NCIS: Naval Criminal Investigative Service) - serie TV, episodi 10x05-21x04 (2012-2024)
- CSI: NY - serie TV, 1 episodio (2012)
- Storytellers - miniserie TV, 6 episodi (2013-2014)
- Taken Away, regia di Michael Feifer - film TV (2014)
- Romantiche frequenze (Romantically Speaking), regia di Ron Oliver – film TV (2015)
- 20 Something – miniserie TV, 1 episodio (2018)
- S.W.A.T. – serie TV, 1 episodio (2019)

## Riconoscimenti
- 2000 – Young Artist Award
  - Nomination Best Performance in a TV Drama Series – Guest Starring Young Actor per Il tocco di un angelo

- 2001 – Young Artist Award
  - Nomination Best Performance in a Feature Film – Young Actor Age Ten or Under per The Cell - La cellula

- 2002 – Young Artist Award
  - Best Performance in a Feature Film – Supporting Young Actor per A.I. - Intelligenza artificiale
  - Nomination Best Ensemble in a TV Series per Lizzie McGuire (con Hilary Duff, Lalaine, Adam Lamberg ed Ashlie Brillault)

- 2003 – Young Artist Award
  - Nomination Best Performance in a TV Series (Comedy or Drama) – Supporting Young Actor per Lizzie McGuire
  - Nomination Best Ensemble in a TV Series (Comedy or Drama) per Lizzie McGuire (con Hilary Duff, Lalaine e Adam Lamberg)

- 2004 – Young Artist Award
  - Nomination Best Performance in a TV Series (Comedy or Drama) – Supporting Young Actor per Lizzie McGuire

- 2009 – Young Artist Award
  - Nomination Outstanding Young Performers in a TV Series per Cory alla Casa Bianca (con Jason Dolley, Kyle Massey e Madison Pettis)

## Doppiatori italiani
Nelle versioni in italiano delle opere in cui ha recitato, Jake Thomas è stato doppiato da:
- Flavio Aquilone in A.I. - Intelligenza artificiale, Lizzie McGuire (st. 1), Cory alla Casa Bianca, Cold Case - Delitti irrisolti, Dr. House - Medical Division
- Gabriele Patriarca in Lizzie McGuire - Da liceale a pop star, E.R. - Medici in prima linea
- Alessio Nissolino in Lizzie McGuire (st. 2)
- Andrea Quartana in Giustizia a Oak Hill
- Alessio Puccio in Lie To Me
- David Chevalier in CSI: Miami
- Emiliano Coltorti in Ghost Whisperer - Presenze
- Marco Vivio in Criminal Minds
- Sacha De Toni in NCIS - Unità anticrimine (ep. 10x05)
- Gianluca Cortesi in NCIS - Unità anticrimine (ep. 21x04)
- Davide Perino in CSI: NY